# دالي مكينتوش
دالي مكينتوش (بالإنجليزية: Dale McIntosh)‏ هو لاعب اتحاد الرغبي نيوزيلندي، ولد في 23 نوفمبر 1969.